# Scarfilm
Scarfilm es una productora de cine belga.

## Historia
El director belga Gérald Frydman fundó Scarfilm en 1976 tras haber dirigido películas cómo "Agulana" que ganó un premio en el Festival de Cine de Canes.
En 1984, la película "Le Cheval de fer" ganó la Palma de Oro en el Festival de Cine de Canes.

## Filmografía
- "Agulana" (1976)
- "L'immortel"(1981)
- "Last Cut"(1982)
- "That's all Folks"(1984)
- "Les Effaceurs"(1991)
- "J'ai eu dur"(1996)
- "Arthur Masson, l'homme qui écrivait des livres"(documental)(2001)
- "La Séquence Sylverstein"(2003)
- "Porteur d'eau"(2004) dirigida por Carlos Rendón Zipagauta
- "Battle" (2008)
- "One Last Time" (2010)
- "Strangers" (2011)
- "Lipstick" (2012)
- "In Exequiel" (2013)